# 孙二娘
孙二娘，綽號母夜叉，小说《水浒传》中人物，梁山108将之一。
父親是強盜，同丈夫张青在孟州道十字坡一起经营黑店，下藥迷昏旅客並杀來作人肉包子賣出，穿著風騷性感、內衣外露，一看就知非良家婦女。鲁智深和武松路过他们店时，都险遭毒手，但不打不相识，雙方結為好友。後來孙二娘和张青受邀上二龍山擔任頭領，三山聚義時一起歸順梁山，主持梁山西山酒店，打探消息。受招安后，在征讨方腊中，攻清溪时被杜微飞刀射死。死后加封旌德郡君。

## 影视形象
- 1983年山东版《水浒》：邱建华
- 1998年央视版《水浒传》：梁丽
- 2008年《水浒英雄谱之母夜叉孙二娘》：周海媚
- 2009年《龙虎山客栈》：何佳怡
- 2011年版《水浒传》：何佳怡
- 2011年《水浒前传》：杨净如
- 2013年版《武松》：蒋林静
- 2014年版《水浒学院》：常媛